# Fran Lebowitz - Una vita a New York
Fran Lebowitz - Una vita a New York è una serie televisiva documentaristica realizzata da Netflix insieme a Martin Scorsese, che racconta la storia, i retroscena e le controversie di Fran Lebowitz, attraverso una serie di interviste e conversazioni tra lei e Scorsese. La serie è stata pubblicata l'8 gennaio 2021 su Netflix.